# Mạnh Sưởng (Đông Tấn)
Mạnh Sưởng (chữ Hán: 孟昶, ? – 22 tháng 6, 410), người huyện An Khâu, quận Bình Xương, là tướng cuối đời Đông Tấn trong lịch sử Trung Quốc.

## Thân thế
Sưởng là hậu duệ của sĩ tộc họ Mạnh ở Bình Xương, đồng thời với ông còn có tướng lãnh Mạnh Hoài Ngọc, sử cũ cho biết Hoài Ngọc là vai em trong họ (tộc đệ) của Sưởng. Không rõ gia cảnh và vai vế cũng như mối quan hệ của Sưởng với những thành viên khác trong dòng họ. Ông cùng em trai Mạnh Ỷ nổi danh là mỹ nam tử, đương thời gọi là "song châu" (hai viên ngọc).
Vợ Sưởng là Chu thị, không rõ người ở đâu, chỉ biết gia cảnh giàu có. Mạnh Ỷ cũng cưới em họ của Chu thị, nên hai anh em đều có cuộc sống sung túc.

## Cuộc đời
Sưởng ban đầu làm Chủ bộ cho Thanh Châu thứ sử Hoàn Hoằng ở Quảng Lăng . Năm Nguyên Hưng thứ 3 (404), ông đến Kiến Khang triều kiến Hoàn Huyền (lúc này đã soán vị nhà Tấn, lập ra nhà Hoàn Sở). Huyền muốn cất nhắc, nhưng ông bị người có hiềm khích cũ là Lưu Mại (anh Lưu Nghị) nói gièm với Huyền rằng: "Thần khi còn ở Kinh Khẩu , không nghe nói Mạnh Sưởng có tài năng đặc biệt gì, chỉ biết cha con bọn họ thường làm thơ ca tụng lẫn nhau." Sưởng vì thế không được Huyền nhiệm dụng, căm hận quay về Quảng Lăng. Gặp lúc Lưu Dụ ngầm mưu khởi binh chống lại họ Hoàn, Sưởng bàn với vợ, muốn đem cả gia tài ra để tham dự, được Chu thị ủng hộ.
Sưởng đề nghị Hoàn Hoằng đi săn vào ngày Bình Thìn tháng 2 (25/3), ông ta nhận lời. Đến ngày hẹn, khi trời còn chưa sáng, ông cùng Lưu Nghị và Lưu Đạo Quy nhân lúc cửa thành được mở để Hoàn Hoằng ra ngoài đi săn, soái vài mươi tráng sĩ xông thẳng vào phủ đệ của ông ta, giết chết Hoàn Hoằng còn đang ăn cháo. Bọn Sưởng chiếm Quảng Lăng, thu lấy quân đội dời về Kinh Khẩu ở phía nam, hội họp với Lưu Dụ. Sau đó ông được làm Trưởng sử cho Lưu Dụ, trấn thủ Kinh Khẩu. Hoàn Huyền thất bại, Sưởng được thụ Kiến vũ tướng quân, Đan Dương doãn. Được chuyển làm Lại bộ thượng thư. Năm Nghĩa Hi thứ 4 (408), được gia Thượng thư tả bộc xạ.
Năm thứ 5 (409), Sưởng ủng hộ Lưu Dụ tiến hành bắc phạt. Lưu Dụ để ông ở lại Kiến Khang làm Giám trung quân lưu phủ sự.
Năm thứ 6 (410), nghĩa quân Lư Tuần áp sát Kiến Khang, Sưởng và Gia Cát Trường Dân cùng phần lớn triều thần đề nghị đưa Tấn An đế lánh sang bờ bắc Hoàng Hà, nhưng Ngu Khâu Tiến và Vương Ý kịch liệt phản đối. Sau khi Lưu Dụ quay về Kiến Khang, ông tiếp tục đề nghị như cũ, nhưng Lưu Dụ kiên quyết bác bỏ. Sưởng cho rằng trận này ắt bại nên xin được ban chết, càng khiến Lưu Dụ giận dữ. Ông sợ tội nên vào ngày Bính Thìn tháng 5 (22/6), uống thuốc độc tự sát. Gia Cát Trường Dân về sau bị giết, nhưng Mạnh Ỷ vẫn được làm quan nhà Lưu Tống.